# Hushållsost
El hushållsost (‘queso casero’) es un queso de leche de vaca sueco. Es un queso tierno, con pequeños agujeros granulares, y se hace con leche entera, que proporciona un 45% de contenido graso. También hay una versión con menos grasa etiquetada 17% fetthalt. El hushållsost se produce en cilindros de entre uno y dos kilogramos cada uno, que actualmente se envuelve en film plástico antes de curarlo unos 60 días de media. Su sabor es descrito como suave aunque algo ácido. El queso era producido tradicionalmente en granjas. El nombre hushållsost aparece impreso tan pronto como al menos en 1989. Está estrechamente relacionado con el port-salut.